# 이자벨라 나르도니 사건

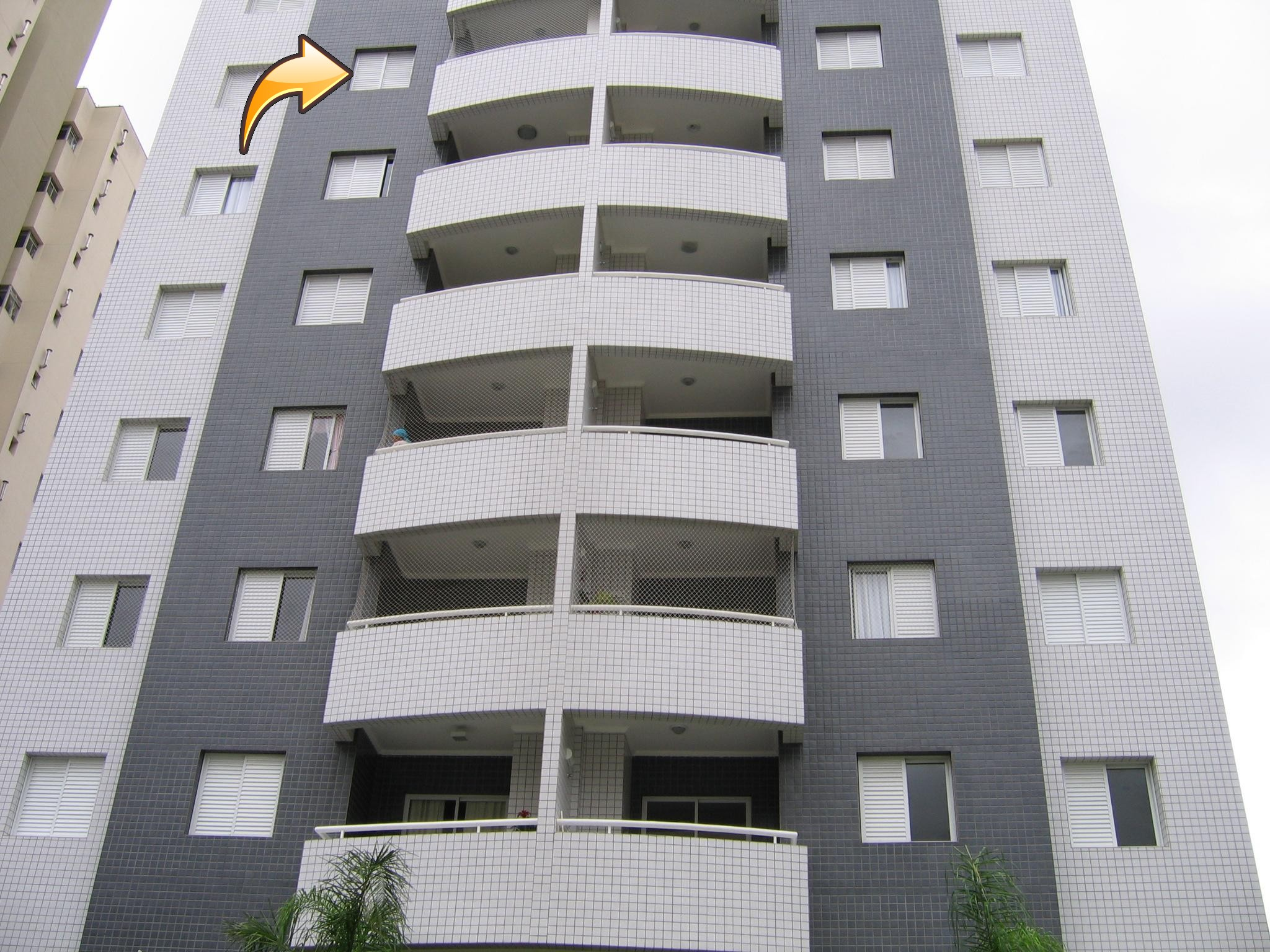
이자벨라가 내던져진 아파트

이자벨라 나르도니 사건은 2008년 3월 29일 토요일 밤에, 5살 된 브라질 소녀 이자벨라 지 올리베이라 나르도니(Isabella de Oliveira Nardoni)가 살해된 사건이다. 이 사건의 용의자로는 이자벨라의 아버지 알렉산드르 나르도니(Alexandre Nardoni)와 계모 안나 카롤리나 자토바(Anna Carolina Jatobá)가 올라있으며, 계모가 이자벨라의 목을 졸라 질식시킨 후 아버지가 그녀를 6층 아파트 창문 밖으로 던져버렸다는 주장이 나오고 있다. 아파트 건물은 브라질 상파울루에 위치해 있다.
브라질 언론들은 이 사건을 심층 취재했으며, 그 결과 브라질 언론 역사상 최대 수치인 브라질 국민의 98%가 이 사건을 알게 되었다.

## 가족
이자벨라 지 올리베이라 나르도니는 2002년 4월 18일, 상파울루에서 아버지 알렉산드르 나르도니와 어머니 아나 카롤리나 쿠냐 지 올리베이라(Ana Carolina Cunha de Oliveira) 사이에서 태어났다. 알렉산드르는 아나 카롤리나를 대학에서 만나서 결혼까지 이르게 됐다. 아나 카롤리나는 17세에 이자벨라를 임신했었고, 이자벨라가 태어난 지 11개월 만에 알렉산드르와 이혼했다. 이후 이자벨라는 어머니와 함께 살면서 자주 아버지를 찾아갔다. 알렉산드르는 안나 카롤리나 자토바와 재혼해 두 아들 카우앙(Cauã)과 피에트로(Pietro)를 두었다.

## 살해
이자벨라는 알렉산드르 부부가 살던 아파트 뜰 앞에서 심장 마비를 일으킨 채로 발견되었다. 구조대원들은 34분간이나 인공 호흡을 실시해 이자벨라를 살려보려 했으나 허사였다. 이자벨라는 병원으로 실려가는 도중에 죽었다. 알렉산드르 나르도니는 경찰서에서, 자신이 차고에 있을 때 집에 강도들이 난입해 이자벨라를 창 밖으로 던졌다고 진술했다.

### 장례
이자벨라는 상파울루에 있는 한 공동묘지에 묻혔다. 그녀의 장례식에는 200명의 사람들이 참석했다.

## 수사

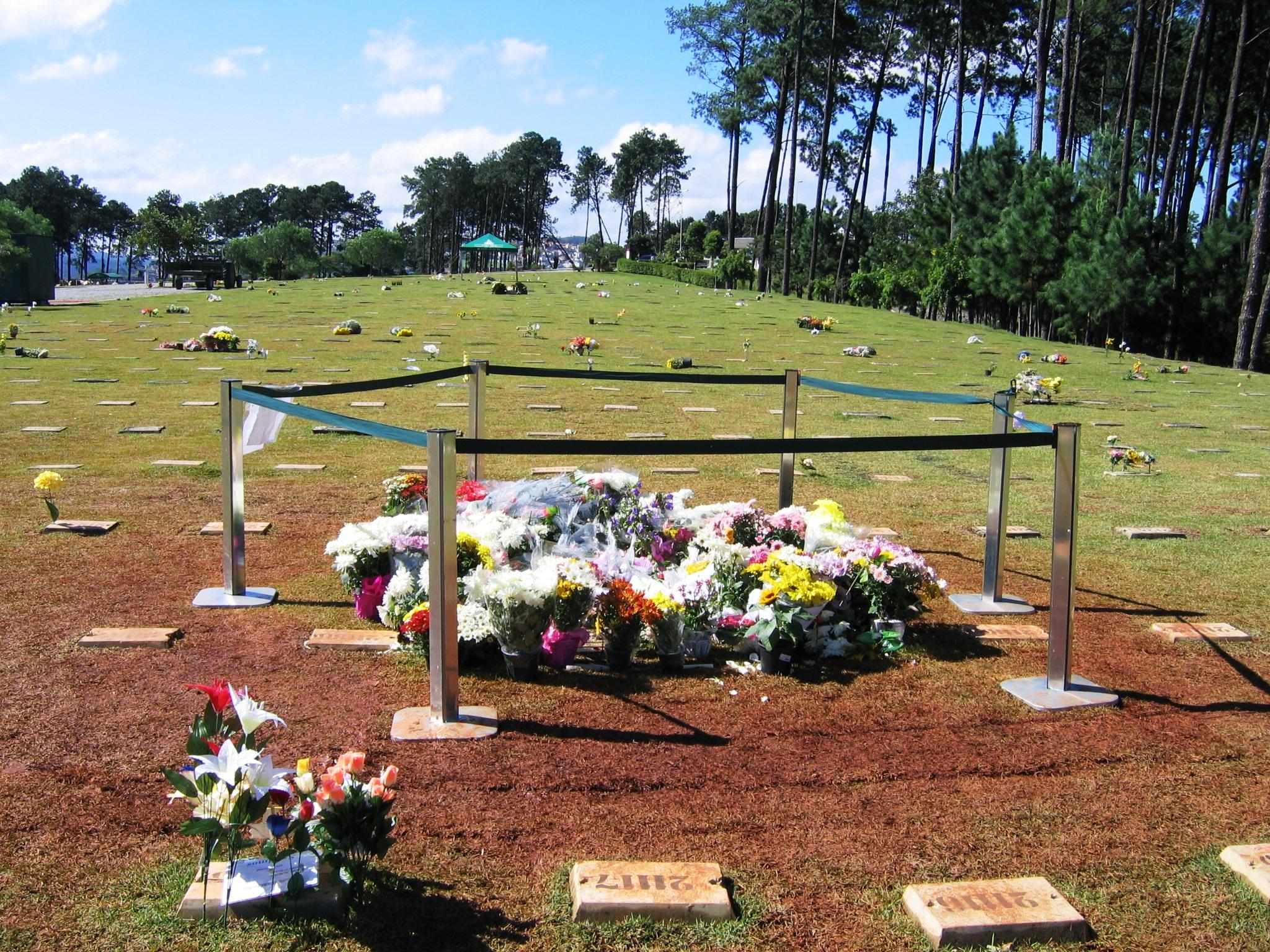

수사관들은 알렉산드르 나르도니의 차와 아파트, 그리고 수건과 기저귀에서 이자벨라의 핏자국을, 알렉산드르의 티셔츠에서는 이자벨라가 구토한 흔적을, 그리고 이자벨라가 내던져진 창문 옆에 있는 침대에서 알렉산드르의 슬리퍼 발자국을 발견했다. 정황 증거들로는 이자벨라가 침실 창문 밖으로 내던져졌다고 판단되지만, 이자벨라가 입은 부상은 추락 때문은 아닌 것으로 보인다. 추락에 의한 부상으로는 손목이 부러진 것이 전부였고, 또 이자벨라가 발견되었을 때 아직 숨이 붙어 있었다는 점도 고려해야 한다. 법의학 전문 기관의 요원들은 이자벨라의 몸에서 추락과 관계없는 부상들을 발견했다고 발표했다. 그 부상들은 이자벨라가 창 밖으로 내던져지기 전에 펀치를 얻어맞고 또 목졸림을 당했음을 암시한다는 것이었다.

## 나르도니와 자토바의 기소
2008년 4월 18일, 알렉산드르 나르도니와 안나 카롤리나 자토바 두 사람 모두 브라질 경찰에 의해 기소되었다. 두 사람은 여전히 결백을 주장하고 있다.